# Кошка Сашка
Кошка Сашка (настоящее имя — Александра Сергеевна Павлова; род. 30 октября 1982, Москва, СССР) — российская автор-исполнительница, бард-рок-поэт, музыкант, путешественница и организатор концертов.

## Биография
Родилась в Москве в 1982 году. Отец — инженер, мать — экономист. В возрасте 11 лет закончила музыкальную школу (МГДМШ № 1 им. С. С. Прокофьева) по классу домры (народное отделение). Больше к этому инструменту не возвращалась. Осваивать гитару и писать песни начала самостоятельно в старших классах школы.
В 1999 поступила на вечернее отделение и устроилась работать в Московский государственный университет геодезии и картографии (МИИГАиК). Там впервые исполнила свои песни на публике: перед коллегами и сокурсниками.
В 2000 году вступила в «Поэтический клуб МИИГАиК» им. С. Т. Аксакова. Через год стала студенческой старостой Клуба, стала выступать на литературных и бардовских конкурсах, на институтских праздниках. Через своего ныне близкого друга Даина Морийского (Константин Маркович) попала в ролевое движение.
В 2002 году сыграла свой первый сольный концерт (в рамках фестиваля «Зиланткон-2002», г. Казань) и выиграла первый музыкальный фестиваль («Белое Древо», проводился фондом «Жители Средиземья», г. Москва). В состоянии эйфории от успеха бросила институт и создала группу «Кошка Сашка со Товарищи». Группа распалась через полгода.
30 октября 2004 года в 22-й день рождения Кошки Сашки в свет вышел её первый сольный альбом «Северный ветер», записанный под одну гитару звукорежиссёром Дмитрием Графовым ночами в ДК Маяк. Туда вошли такие песни, как «Враг», «Кайф», «Автостопная», «Нет защитников тебе», «Стая», которые потом разойдутся по стране «по рукам» на болванках.
У Кошки Сашки было несколько аккомпанирующих составов. Результатом сотрудничества с альтернативной командой «День Рождения» стал бутлег «Мой говнорок», записанный на концерте в московском клубе «Планета Льда» 22 января 2006 г. А другая московская команда, «Орден Алого Сердца», участвовала в записи альбома «Созвездие Белой Волчицы».
В 2007 году на праздновании 25-летия Кошки Сашки и 5-летия концертной деятельности вышел в свет студийный электрический альбом «Созвездие Белой Волчицы», выпущенный на лейбле «2-й этаж Records». Летом 2007 года Кошка Сашка начала путешествовать автостопом.
На данный момент она обладает достаточно внушительным гастрольным списком, охватывающим многие города бывшего Союза. Она не раз попадала в объективы телеканалов, общалась с журналистами.
Участник фестиваля «Как Бы Фест».
Её песню «Враг», которая завоевала популярность в сети, часто приписывают Янке Дягилевой. Действительно, Кошка Сашка напоминает[кому?] раннюю Янку по исполнению, но не по тематике. Другую песню Кошки Сашки «Память» исполняет Илья Чёрт (группа «Пилот»).
В свою очередь, самой Кошке Сашке часто приписывают песни «У нас будут дети», автором которой является Елена Свирипа — солистка группы Камеры Бабочек, и «Хочу к тебе», единственным автором и исполнителем которой является Ксения Солдатова из Санкт-Петербурга.
Кошка Сашка была замужем за Александром Берлизовым, есть сын Кузьма.

## Дискография
- 2004 — «Северный ветер»
- 2006 — «Мой Говнорок», бутлег
- 2006 — «Концерт в Вереске», бутлег
- 2007 — «Созвездие Белой Волчицы»
- 2010 — «Будь на моей стороне», сингл
- 2011 — «КотЛета», сибирский сингл
- 2011 — «Фолк-сингл», сингл
- 2012 — «Чужие стихи», сингл
- 2013 — «Моё междугородье»
- 2014 — «Колыбельная для папы», сингл
- 2014 — «Арбатская флейта»
- 2015 — «Безбилетный пассажир», макси-сингл (кавера на автостопные песни)
- 2020 — «Челябинский дневник»
- 2021 — «Мир вашими глазами» (сборник песен, написанных в разное время по заказу)
- 2022 — «Звездопад», сингл
- 2023 — «Бессонница», сингл
- 2023 — «Серый брат», сингл
- 2024 — «Сохрани», сингл
- 2024 — «Начало лета», сингл
- 2024 — «Командировки», сингл
- 2024 — «Звуковой барьер», сингл
- 2024 — «Вдох», сингл
- 2024 — «Благословление огня», сингл
- 2024 — «Ёжик в каске»
- 2025 — «Другое кино», мини-альбом (превью к перезаписанному альбому «Созвездие Белой Волчицы»)
- 2025 — «Созвездие Белой Волчицы», переиздание

### Участие в сборниках
- 2007 — песня «Враг» на сборнике «Рок из Подворотен-3», продюсируемом лидером группы «Пилот» Ильёй Чёртом[8]

## Группа
На 2010 год концертный состав группы «Кошка Сашка» состоял из следующих музыкантов:
- Александра Павлова — вокал, гитара, тексты, музыка.
- Сергей Васильков — бас.
- Антон Аристов — соло-гитара.
- Евгений Гудков — барабанщик.

С 2016 года Александра играет только сольные акустические концерты.

### Пресса
- Ксения Войдашевич. Высоцкий нового времени. КОНТР@БАНДА (16 апреля 2015). Дата обращения: 17 мая 2016. Архивировано из оригинала 11 июня 2016 года.
- Кириллова Т. Один день под созвездием Белой волчицы : [арх. 25 февраля 2008] / Таша Кириллова // Наше.ру. — 2007. — 13 ноября.
- Кириллова Т. Кошки, гитары и немножко нервно : [арх. 7 января 2016] / Таша Кириллова // Jamsession.ru. — 2007. — 19 июля.
- Егорова А. Осенний ветер октября : [арх. 16 января 2010] / Анастасия Егорова // Live 60. — 2009. — 30 октября.
- Мурзич А. Кошка Сашка. Здоровая конкуренция : [арх. 29 октября 2013] / Анастасия Мурзич // Люстгальм. — 2013. — 16 сентября.
- Мурзич А. Кошка Сашка : Полная версия программы : [арх. 16 января 2014] / Анастасия Мурзич // Живые. — 2014. — Вып. 223 (15 января). — [Выступление в программе «Живые» на Нашем Радио].